# Bakkum
Bakkum   est un village de la province de Hollande-Septentrionale aux Pays-Bas. Il fait partie de la commune de Castricum. Le village est le plus ancien de la commune.
La population du village de Bakkum est de 2 680 habitants (2005). 